# Иодид циркония(III)
Иодид циркония(III) — неорганическое соединение, соль металла циркония и иодистоводородной кислоты с формулой ZrI3, чёрные кристаллы.

## Физические свойства
Иодид циркония(III) образует чёрные кристаллы
гексагональной сингонии.

## Химические свойства
- Диспропорционирует при нагревании:

{\displaystyle {\mathsf {4ZrI_{3}\ {\xrightarrow {927^{o}C}}\ 3ZrI_{4}+Zr}}}